# Relações entre Bangladesh e Espanha
As relações entre Bangladesh e Espanha são as relações bilaterais da República Popular de Bangladesh e do Reino da Espanha . Bangladesh tem sua embaixada em Madrid enquanto a da Espanha está em Daca.

## Representações
Bangladesh tem 3 representações na Espanha. Eles incluem uma embaixada em Madrid, consulados em Barcelona e Zaragoza. A embaixada da Espanha é uma das 83 representações em Bangladesh e uma das 68 representações em Daca. A embaixada espanhola em Daca é uma das 50 representações diplomáticas e consulares espanholas no exterior.

## Relações econômicas
O Bangladesh e a Espanha mantêm relações calorosas. A Espanha planejou um evento em 2014 para promover investimentos em Bangladesh.
Atualmente, a Espanha é o quarto maior destino das exportações de Bangladesh e o terceiro maior da União Européia, atrás da Alemanha e do Reino Unido. O setor de confecções representa 90 % das exportações totais para a Espanha. São concebidos e fabricados em associação com várias cadeias de distribuição mundialmente reconhecidas, como o Grupo Inditex, Mango e El Corte Inglés.
As exportações estão concentradas em setores em grande parte também relacionados aos têxteis: maquinários, taninos e matérias corantes, produtos químicos orgânicos e outros produtos químicos e produtos plásticos são os principais itens.

## Luta contra o terrorismo
Para comemorar o 47 aniversário da independência de Bangladesh, o embaixador de Bangladesh na Espanha, Hassan Mahmood Khandker, ofereceu uma recepção no Hotel InterContinental em Madrid, durante a qual expressou sua esperança de que a Espanha mantenha seu apoio para que Bangladesh alcance seu pleno desenvolvimento em 2041. Depois de guardar um minuto de silêncio pelos heróis da independência, o Embaixador Khandker se referiu à luta de seu país contra o terrorismo . Uma luta em que a Espanha dará todo o apoio, como disse Fidel Sendagorta, diretor para a Ásia do Itamaraty, em seu discurso.

## Nações Unidas
Bangladesh apoiou a Espanha em 2014 na eleição para o assento não permanente no Conselho de Segurança das Nações Unidas, ajudando-o a ganhar e sentar-se no mandato de 2015-2016.